# Possidius Zitter
Possidius Zitter (* 9. Februar 1723 in Bad Neustadt an der Saale; † 27. Juni 1802 in Münnerstadt) war ein Mitglied des Augustinerordens, Autor, Lehrer am Kloster Münnerstadt.

## Werke (Auswahl)
- Wundermässige Kritik des P. Possidius Zitter aus dem preiswürdigsten Eremitenorden des heiligen Augustins zu Freyburg im Brißgau, über die deutschen Fastenpredigten Andreä Bissing, Reinthal 1781.
- Vita Pauli Melissi Schedii, Würzburg 1834.